# Předseda vlády Norska
Předseda vlády Norska (norsky: Norges statsminister) je hlavou vlády Norska a hlavním držitelem výkonné moci. Jde o nejvlivnější politickou funkci v Norsku. Předseda vlády a jeho kabinet jsou sice formálně odpovědní panovníkovi a realizují svou moc dle ústavy "za něj", ale v praxi jsou odpovědní hlavně Stortingu (norskému parlamentu), neboť v norském politickém systému je téměř nemožné, aby vláda zůstala ve funkci proti vůli Stortingu. Premiéra jmenuje král, ale nominace vzniká ve Stortingu. Předseda vlády sídlí ve vládním areálu Regjeringskvartalet.
Princip parlamentní většiny jako podmínka pro vládu byl v Norsku zaveden již roku 1884. Platnou ústavu má Norsko ještě starší, byla přijata již 17. května 1814. Ta tak dává premiérovi, z historických důvodů, poměrně málo pravomocí a vlastně ho jen málo zmiňuje (dokonce i princip parlamentarismu se oficiálně dostal do norského zákonodárství až roku 2007). Ale za předpokladu, že má premiér podporu své strany v parlamentu, může poměrně účinně kontrolovat jak zákonodárný sbor, tak exekutivu, a tudíž disponovat značnými pravomocemi faktickými.
Vzhledem ke stáří ústavy je mnoho z toho, co premiéra limituje a co mu otevírá prostor, dáno spíše zvyklostmi. Ve srovnávacích studiích vychází nicméně norský premiér jako jeden z evropských premiérů s nejmenší mocí a vlivem. Jedním z důvodů například je, že na rozdíl od svých protějšků ve zbytku Evropy nemají norští premiéři možnost požádat krále, aby rozpustil Storting a vypsal předčasné volby. Ústava vyžaduje, aby Storting odsloužil celé čtyřleté funkční období. Pokud premiér ztratí důvěru Stortingu, musí rezignovat a musí se najít premiér nový, v konstelaci jakou určily poslední volby. To norského premiéra limituje při vytváření tlaku na Storting, na druhou stranu i Storting je kvůli tomu spíše opatrnější při svrhávání premiérů. Řada norských premiérů si tak připsala poměrně dlouhé mandáty, například sociální demokrat Einar Gerhardsen byl ve funkci téměř patnáct let.
V roce 1997 provedl novinář Kjell Cordtsen průzkum mezi norskými historiky, novináři a politology a požádal je, aby ohodnotili pověst a velikost norských premiérů od roku 1905. Ukázalo se nejlepší pověsti se těší Einar Gerhardsen a Christian Michelsen.